# 开普勒90i
克卜勒90i（Kepler-90i），或稱為KOI-351 i，是一顆直徑為地球1.32倍的太陽系外行星，屬於超級地球。母恆星為黃矮星克卜勒90，軌道週期14.45日。該行星由美国国家航空航天局的克卜勒太空望遠鏡發現。該行星距離地球約2545光年（780秒差距，或大約2.4078×1016公里），在天球上位於天龍座。克卜勒90i是該行星系統的第8顆行星。2017年12月起，克卜勒90成為擁有最多系外行星的恆星。克卜勒90i是以觀測行星通過恆星盤面與地球之間，使恆星亮度下降的凌日法發現，並利用了新式電腦演算工具深度学习，一種機器學習演算法。

## 行星狀態

### 質量、體積與表面溫度
克卜勒90i屬於超級地球，半徑為1.32 R🜨，代表它是體積較小的岩石質行星。如果它的組成與地球類似，其質量大約為2.5 M🜨。它的表面平衡溫度大約為709 K（436 °C），與金星表面平均溫度相當。

### 母恆星
克卜勒90i的母恆星為黃矮星克卜勒90。該恆星質量1.2 M☉、半徑1.2 R☉。克卜勒90的表面溫度6080 K，年齡約20億年（有一定程度不確定性）。相較之下，太陽年齡約46億年，表面溫度5778 K。
克卜勒90的視星等為14，無法以肉眼觀察。

### 軌道
克卜勒90i的軌道週期14.45日，軌道半長軸0.1234天文單位。

## 發現

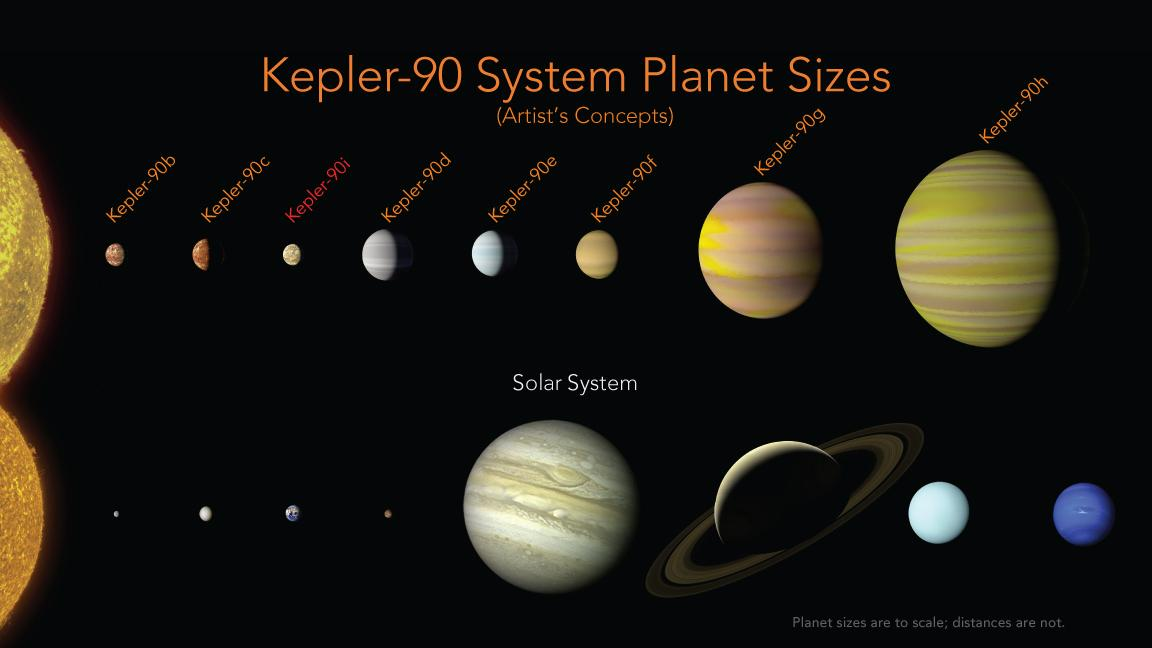
克卜勒90行星系統與太陽系的比較。

2009年起，美国国家航空航天局的克卜勒太空望遠鏡開始使用光度計觀察恆星周圍是否有行星通過母恆星盤面前方使恆星亮度下降的凌星事件，並可大略得知行星軌道週期。直到最近一次的觀測，克卜勒太空望遠鏡已經觀測5萬以上恆星，並收錄在克卜勒輸入星表，其中包含克卜勒90。觀測到的原始光變曲線都會先送往克卜勒太空望遠鏡科學團隊進行分析，並從其中選出明顯是行星所造成光度變化的天體進行進一步觀測。對克卜勒90i的發現還應用新式電腦演算工具深度学习，一種機器學習演算法進行輔助。